# Ли Сјуећин
Ли Сјуећин (кинески: 李学勤; пинјин: Li Xueqin, 28. март 1933 — Пекинг, 24. фебруар 2019) био је кинески историчар, археолог, епиграф и професор на универзитету Тсингхуа. У Кини је познат као "један од најбитнијих историчара данашњице". Био је директор Института за историју Кинеске академије друштвених наука, Директор Института за синологију Универзитета Тсингхуа, шеф Пре-Кин Историјског удружења Кине и директор Пројекта Хронологије Ксиа-Сханг-Зхоу.

## Младост и образовање
Ли Сјуећин рођен је 28. марта 1933. године у Пекингу. По завршетку основне школе 1948. године, био је број један на пријемном испиту електротехничког одељења Националне индустријске школе у Пекингу. Међутим, није могао похађати школу због лекарског прегледа на коме су му лекари поставили погрешну дијагнозу туберкулозе. Након завршетка средње школе, примљен је на Тсингхуа Универзитет, 1951. године где је студирао филозофију и логику под професором Ђин Јуелинг.
Године 1952., комунистичка влада реорганизовала је кинеске универзитете. Као део реорганизације, Тсингхуа је постао специјализовани инжењерски колеџ, а његове школе хуманистике, науке и права биле су спојене у Универзитет у Пекингу (ПКУ). Уместо да се пресели у ПКУ са одељењем филозофије, Ли је одлучио да остане на Институту за археологију и никад није завршио факултет.

## Каријера
Године 1954. Ли Сјуећин се преселио на Институт за историју Кинеске академије наука (касније Кинеске академије друштвених наука).Крајем 1950-их, проучавао је бронзане натписе,керамичке натписе, печате, кованице, бамбус и дрвене листиће и свилене текстове из периода Ратујућих држава, олакшавајући формирање нових граница кинеске палеографије. После великог импакта Културне револуције (1966-76), Ли је учествовао у истраживању главних археолошких открића Мавангдуи, Схуихуди и Зхангјиасхан, што је значајно допринело разумевању древне културне и историје зараћених држава и Ћин и Хан династије. Од 1985. до 1988. Ли је био заменик директора Института за историју Кинеске академије друштвених наука, а касније постао директор. Почевши од 1996. године радио је као главни научник и директор хронолошког пројекта Ксиа-Сханг-Зхоу. У августу 2003. Ли се вратио на универзитет Тсингхуа као професор. Од 2008, он се фокусира на истраживање о " Tsinghua Bamboo Slips".

## Утицај
Ли се у Кини сматра за "једног од најбитнијих историчара данашњице". Према речима америчког писца и новинара Петера Хеслера, многи кинески научници су му рекли да је Ли имао ретку способност да врши изузетна истраживања и истовремено задовољи Комунистичку партију.Он је плодан аутор, а неколико његових књига преведено је на енглески, укључујући "Eastern Zhou" и "Qin Civilizations" (које је превео Кванг-цхих Цханг), "The Wonder of Chinese Bronzes", "Chinese Bronzes: a General Introduction", и "The Glorious Traditions of Chinese Bronzes".
Године 1993. Ли је направио утицајни говор у коме је позвао историчаре да напусте период "Сумња у антику ". То је постао манифест покрета "Вероватноћа антике", упркос школи за "Сумњу у антику" која је била веома утицајна још од 1920-их. Научници овог становишта тврде да су археолошка открића последњих деценија углавном поткрепљивала традиционалне кинеске изворе, а не пркосила њима.

## Критика Чен Менгђа
Ли, истраживачки помоћник Чена, објавио је преглед који је критиковао Ченову ученост и напао га као "арогантног" са "екстремном тенденцијом да се хвали". 1966. године, на почетку Културне револуције, Чен, опет прогоњен због својих идеја, починио је самоубиство. Током 2000-их, Петер Хесслер је изненадио Ли Сјуећин са питањима о Чен Менгђи током интервјуа. Као одговор, Ли је изразио дубоко жаљење због своје акције као јако младог човека и рекао да га је Институт за археологију притиснуо да напише преглед и да је критику задржао на минимум и водио рачуна да избегне коришћење штетних политичких ознака.